# Marcello Abbondanza
Marcello Abbondanza (Cesena, 24 agosto 1970) è un allenatore di pallavolo italiano, tecnico delle Pink Spiders.

## Carriera
Inizia come secondo allenatore sulla panchina dell'Olimpia Ravenna di Ravenna nel 1996-97 e tra il 1998 e il 2000 svolge il ruolo di assistente tecnico al Bergamo. Nella stagione 2002-03 fa il suo esordio come primo allenatore con il Volley Millennium Mazzano, in Serie A2, sfiorando la promozione in massima serie con il debuttante club lombardo.
Nella stagione 2003-04 viene chiamato alla Robursport Pesaro, dove rimane tre anni vincendo la Coppa CEV 2005-06; nello stesso periodo è inoltre assistente tecnico nello staff della nazionale italiana agli ordini di Marco Bonitta; nell'estate del 2005 guida la nazionale universitaria femminile impegnata alla XXIII Universiade disputatasi a Smirne.
Dal 2006 al 2008 è il primo allenatore del Giannino Pieralisi di Jesi, che guida alla finale dei play-off scudetto nel 2006-07.
Passa poi in Serie A2 al Forlì nella stagione 2008-09, quindi viene ingaggiato dal Villa Cortese, debuttante in A1 nella stagione 2009-10, dove rimane tre anni, conquistando la Coppa Italia nel 2009-10 e nel 2010-11 e raggiungendo in tutte e tre le annate la finale scudetto, senza tuttavia riuscire in nessuna delle occasioni a conquistare il tricolore.
Da ottobre 2011 a febbraio 2014 è anche allenatore della Bulgaria}, con la quale vince la medaglia d'argento all'European League 2012 e la medaglia di bronzo all'European League 2013.
Nell'annata 2012-13 si trasferisce in Azerbaigian ingaggiato dal Rabitə Baku, con cui si aggiudica il campionato azero e giunge secondo al Mondiale per club e in Champions League.
Nella stagione seguente passa al Fenerbahçe, alla guida del quale il primo anno vince la Coppa CEV; l'anno successivo fa doppietta conquistando sia la Coppa di Turchia che il campionato turco.
All'avvio della terza stagione nel club vince la Supercoppa turca ma, dopo aver terminato la stagione regolare al primo posto, giunge secondo nelle finali scudetto. In Champions League giunge al terzo posto nella terza final four della massima competizione europea raggiunta con tre squadre diverse dall'allenatore cesenate.
Nell'annata 2016-17, sempre alla guida del club turco, si aggiudica per la seconda volta sia la Coppa di Turchia che il campionato turco.
Nel gennaio 2017 la Federazione pallavolistica del Canada annuncia l'ingaggio di Marcello Abbondanza come commissario tecnico della nazionale femminile a partire dal 1º maggio 2017; con le "Giubbe rosse" vince il proprio girone del Campionato nordamericano 2017 qualificandosi ai Mondiali 2018.
Nel maggio 2017, il tecnico rescinde consensualmente il contratto che l'avrebbe legato per un'altra stagione al Fenerbahçe, per ritornare in Italia e firmare un contratto triennale con il Casalmaggiore, dove tuttavia viene esonerato dopo cinque partite nel novembre dello stesso anno; nel febbraio successivo viene ingaggiato, dapprima fino alla fine della stagione e quindi per altri due anni, dalle polacche del Chemik Police in Liga Siatkówki Kobiet con cui si aggiudica il campionato 2017-18.
Nell'estate 2018 giunge secondo al torneo nordamericano di qualificazione alla Volleyball Challenger Cup 2018 e conquista la medaglia di bronzo alla Coppa panamericana, la seconda della storia della nazionale canadese; a novembre dello stesso anno rassegna per motivi familiari le dimissioni dall'incarico di selezionatore.
Nella sua seconda stagione alla guida del Chemik Police, aggiunge un altro trofeo alla sua bacheca, aggiudicandosi la Coppa di Polonia alle Final Four di Nysa.
Nella stagione 2019-20 torna in Italia, nominato allenatore del Bergamo, dove tuttavia rimane solamente sette giornate, rassegnando le dimissioni il 17 novembre 2019; pochi giorni dopo si accorda con le turche del Türk Hava Yolları per la restante parte dell'annata.
Nel febbraio 2022 viene nominato anche nuovo commissario tecnico della Grecia.

## Record
Nella stagione 2017-18 stabilisce il record di nove finali scudetto consecutive in quattro campionati diversi, serie iniziata nella stagione 2009-10 in Italia, e proseguita negli anni successivi in Azerbaigian, Turchia e Polonia.

## Palmarès

### Club
- Campionato azero: 1

2012-13
- Campionato turco: 2

2014-15, 2016-17
- Campionato polacco: 1

2017-18
- Campionato sudcoreano: 2

2022-23, 2024-25
- Coppa Italia: 2

2009-10, 2010-11
- Coppa di Turchia: 2

2014-15, 2016-17
- Coppa di Polonia: 1

2018-19
- Supercoppa turca: 1

2015
- Coppa CEV: 2

2005-06, 2013-14

### Nazionale (competizioni minori)
- European League 2012
- European League 2013
- Pan American Cup 2018